# Bailarino

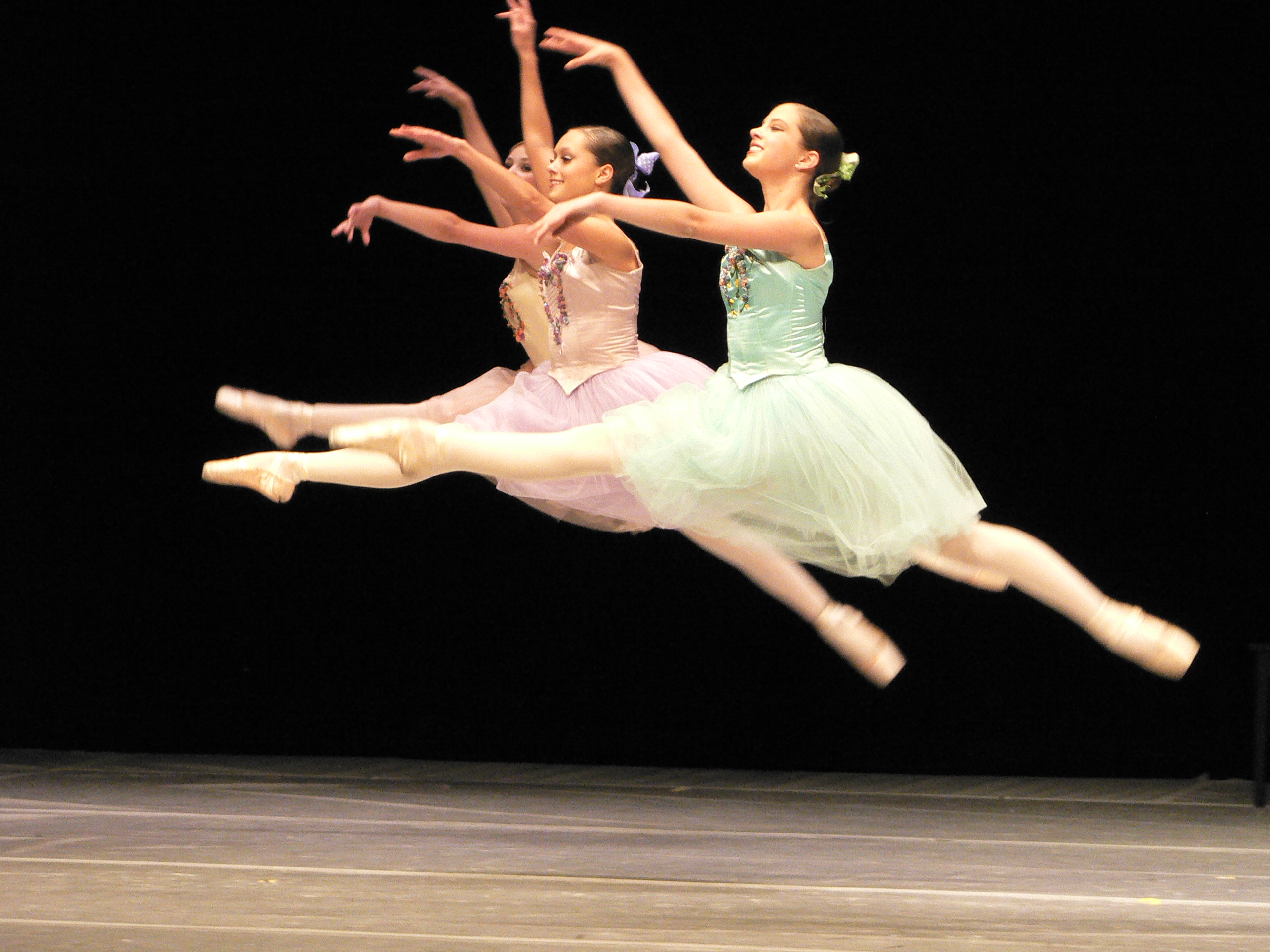
Três bailarinos realizando um salto grand jeté

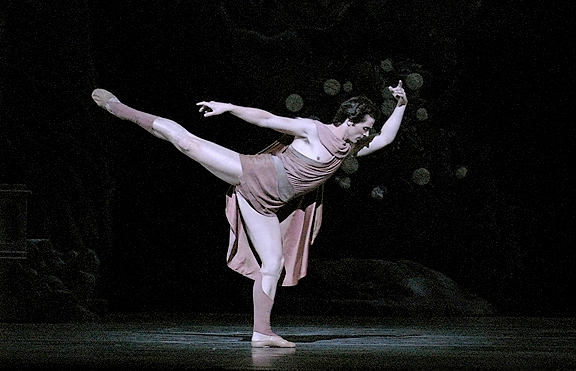
Angel Corella em uma performance de 2005 como Aminta, do balé Sylvia, de Frederick Ashton

Um bailarino ou bailarina (em italiano:  ballerina [balleˈriːna] fem.; ballerino [balleˈriːno] masc.) é uma pessoa que pratica a arte do balé clássico. Tanto mulheres quanto homens podem praticar balé. Eles contam com anos de treinamento extensivo e técnica adequada para se tornar parte de uma companhia de balé profissional. Os bailarinos correm um alto risco de lesões devido à técnica exigente do balé.

## Lesões
Os bailarinos são suscetíveis a lesões porque estão constantemente colocando tensão e estresse em seus corpos e pés. O objetivo de um bailarino é fazer com que coreografias fisicamente exigentes pareçam fáceis.
A parte superior do corpo de uma bailarina é propensa a lesões porque a coreografia e os exercícios de aula exigem que eles exerçam energia para contorcer as costas e os quadris. As flexões para trás causam pinçamento nas costas, tornando a coluna vulnerável a lesões, como espasmos e nervos comprimidos. Estender as pernas e segurá-las no ar enquanto viradas causa danos aos quadris. Esses danos incluem distensões, fraturas por fadiga e perda de densidade óssea.
Os pés dos bailarinos são propensos a fraturas e outros danos. Aterrissar incorretamente (não com o pé, com os joelhos dobrados) de saltos e dançar na ponta pode aumentar o risco de ossos quebrados e tornozelos enfraquecidos quando o cuidado e a atenção não são tomados por um professor ou aluno consciencioso. A tendinite é comum em bailarinas porque o trabalho de ponta é extenuante em seus tornozelos. A aterrissagem incorreta de saltos também pode levar a dores nas canelas, nas quais o músculo se separa do osso.